# Veneux-les-Sablons
Veneux-les-Sablons je francouzská obec, která se nachází v departementu Seine-et-Marne, v regionu Île-de-France.

## Poloha
Obec má rozlohu 4.03 km². Nejvyšší bod je položen 93 m n. m. a nejnižší 42 m n. m.

## Obyvatelstvo
Počet obyvatel obce je 4 788 (2009).

## Partnerská města
- Louny, od 14. července 2004[3]